# Ekonomska renta
Ekonómska rénta je v ekonomski teoriji pojem za (pozitivno) razliko med prodajno ceno in stroški za vpoklic potrebnih proizvodnih dejavnikov (faktorjev), kot so naravni viri, delo, kapital.
Rénta v vsakdanji rabi pomeni tudi stalen dohodek od naložbe ali lastnine, v nekaterih jezikih (nemščina) pa tudi pokojnino, ne glede na pokojninski sitem. Glej: rentno varčevanje. 
Pojem ekonomske rente ne sovpada s pojmom dobička. Dobiček je celotna razlika med (lastnikovimi) prihodki in stroški. Pri ugotavljanju dobička se ne sprašujemo, kaj je vir tega dobička, ali ta nastaja pri plačah za živo delo, pri obrestih ali izrazličnih oblik ekonomske rente: tržne rente, rente naravnih virov. V Marxovi politični ekonomiji je uporabljen soroden pojem: presežna vrednost.
V običajnem izražanju se pojem dobička približuje pojmu rente. Za lastnika ali podjetje, ki uporablja ugodne naravne vire, na primer ima rodovitno zemljo, pravimo, da je »rentabilno" (tj. "donosno", "dobičkanosno«), v mislih pa imamo dejstvo, da lastniku/podjetju pripade na trgu naravna renta. Podobno, če ima podjetje ugodne trgovske lokacije, je »dobičkonosno« ker si pridobi tržno rento iz lastnine.